# BSG Einheit Weimar
Die Betriebssportgemeinschaft (BSG) Einheit Weimar war eine Sportgemeinschaft, die im Sportgeschehen der DDR vor allem im Frauenhandball erfolgreich war. 

## Handball

### Feldhandball
Als Thüringer Meister im Feldhandball der Frauen beteiligte sich die BSG Einheit Weimar 1951 erstmals an der DDR-Meisterschaft, schied aber bereits in der Vorrunde aus. Auch 1952 war die BSG Einheit als Landesmeister für die Endrunde der DDR-Meisterschaft startberechtigt. Diesmal erreichten die Frauen das Endspiel und wurden durch einen 9:7-Sieg über Motor West Leipzig Meister. 1953 waren in der DDR die Länder durch Bezirke ersetzt worden, sodass sich Einheit Weimar zunächst in der Bezirksliga Erfurt für die DDR-Meisterschafts-Endrunde qualifizieren musste. Die Weimarerinnen erkämpften sich den Bezirksmeistertitel und kamen erneut in das Endspiel um die DDR-Meisterschaft. Es kam zur selben Paarung wie im Vorjahr, wobei Einheit Weimar diesmal mit 6:4 den Meistertitel verteidigen konnte. Anschließend wurde die DDR-weite Feldhandball-Liga der Frauen eingerichtet, in der die BSG Einheit Weimar bis zur Einstellung des Feldhandballs in der DDR 1967 vertreten war. 

### Hallenhandball
1952 beteiligte sich die BSG Einheit Weimar zum ersten Mal an der DDR-Meisterschafts-Endrunde der Frauen im Hallenhandball. Mit einem Sieg und einer Niederlage erreichten die Weimarer Frauen das Halbfinale, in dem sie den SC Fortschritt Weißenfels mit 7:4 nach Verlängerung besiegten. Das Endspiel verlor die BSG Einheit gegen den Ost-Berliner Vertreter SC Weißensee mit 3:4. In der 1954er Endrunde gewann Einheit Weimar beide Gruppenspiele und wurde mit einem 3:1-Sieg über die Frauen des SC DHfK Leipzig DDR-Meister. In der Saison 1954/55 gewann Einheit Weimar zwar die Bezirksmeisterschaft, konnte sich aber für die Meisterschaftsendrunde nicht qualifizieren. Anschließend wechselten die Handballfrauen der BSG Einheit zur BSG Motor Weimar. 

## Faustball
1952 wurden die Frauen der BSG Einheit Weimar DDR-Meister im Feld-Faustball. Bei der ersten Hallenmeisterschaft im Faustball der DDR 1953 wurden sie Dritte.

## Personen von besonderer Bedeutung
- Anni Kley war Handballspielerin bei Einheit Weimar, war Handball-Nationalspielerin und wurde 1953 von der DDR-Regierung als Meister des Sports ausgezeichnet.
- Marianne Storch war ebenfalls Handballerin bei der BSG Einheit und Nationalspielerin. Sie wurde 1955 als Meister des Sports geehrt.
- Bernhard Trefflich kam 1951 von der BSG KWU Weimar zu Einheit Weimar. Er fuhr ab 1951 für die DDR-Auswahl, für die er 1951 seine erste Internationale Friedensfahrt bestritt. 1953 wechselte er nach Karl-Marx-Stadt, wo er im selben Jahr DDR-Meister im Straßenrennen wurde.